# Celamoides corticella
Celamoides corticella är en fjärilsart som beskrevs av Van Eecke 1926. Celamoides corticella ingår i släktet Celamoides och familjen trågspinnare. Inga underarter finns listade i Catalogue of Life.